# Taiga Hasegawa
Taiga Hasegawa (japanisch 長谷川 大河 Hasegawa Taiga; * 23. Oktober 2005) ist ein japanischer Snowboarder. Er startet in den Disziplinen Slopestyle und Big Air.

## Werdegang
Hasegawa nimmt seit 2015 an Wettbewerben der World Snowboard Tour und seit 2019 der FIS teil. Dabei wurde er bei den Juniorenweltmeisterschaften 2021 in Krasnojarsk Sechster im Slopestyle und gewann im Big Air die Goldmedaille. In der Saison 2021/22 nahm er in Calgary erstmals am Snowboard-Weltcup teil, wobei er den 38. Platz im Slopestyle errang und holte bei den Juniorenweltmeisterschaften 2022 in Leysin die Silbermedaille im Big Air. Zudem wurde er dort Vierter im Slopestyle. Bei den Winter-X-Games 2022 in Aspen errang er den sechsten Platz im Big Air. In der folgenden Saison holte er im Big Air am Kreischberg seinen ersten Weltcupsieg und kam bei den Winter-X-Games 2023 erneut auf den sechsten Platz im Big Air. Beim Saisonhöhepunkt, den Snowboard-Weltmeisterschaften 2023 in Bakuriani wurde er Weltmeister im Big Air und Sechster im Slopestyle. Zum Saisonende siegte er im Slopestyle in Silvaplana und beendete die Saison auf dem fünften Platz im Big-Air-Weltcup, auf dem dritten Rang im Park & Pipe-Weltcup sowie auf dem zweiten Platz im Slopestyle-Weltcup.

## Erfolge

### Weltmeisterschaften
- 2023 Bakuriani: 1. Platz Big Air, 6. Platz Slopestyle
- 2025 Engadin: 2. Platz Big Air, 13. Platz Slopestyle

### Weltcup
- 9 Podestplätze, davon 5 Siege

| Nr. | Datum            | Ort         | Disziplin  |
| --- | ---------------- | ----------- | ---------- |
| 1.  | 14. Januar 2023  | Kreischberg | Big Air    |
| 2.  | 26. März 2023    | Silvaplana  | Slopestyle |
| 3.  | 9. Dezember 2023 | Edmonton    | Big Air    |
| 4.  | 19. Oktober 2024 | Chur        | Big Air    |
| 5.  | 5. Januar 2025   | Klagenfurt  | Big Air    |

### Weltcup-Gesamtplatzierungen
| Saison  | Park & Pipe | Park & Pipe | Slopestyle | Slopestyle | Big Air | Big Air |
| Saison  | Punkte      | Platz       | Punkte     | Platz      | Punkte  | Platz   |
| ------- | ----------- | ----------- | ---------- | ---------- | ------- | ------- |
| 2021/22 | 68          | 42.         | 68         | 26.        | -       | -       |
| 2022/23 | 323         | 3.          | 186        | 2.         | 137     | 5.      |
| 2023/24 | 308         | 5.          | 140        | 3.         | 168     | 3.      |
| 2024/25 | 439         | 1.          | 64         | 16.        | 360     | 1.      |

### X-Games
- Aspen 2022: 6. Big Air
- Aspen 2023: 6. Big Air, 7. Knuckle Huck
- Aspen 2024: 1. Big Air, 8. Slopestyle
- Aspen 2025: 2. Big Air, 3. Slopestyle

### Juniorenweltmeisterschaften
- Krasnojarsk 2021: 1. Big Air, 6. Slopestyle
- Leysin 2022: 2. Big Air, 4. Slopestyle
- Cardrona 2023: 1. Big Air, 1. Slopestyle